# UFC Fight Night: Bisping vs. Gastelum
UFC Fight Night: Bisping vs. Gastelum (también conocido como UFC Fight Night 122) fue un evento de artes marciales mixtas organizado por Ultimate Fighting Championship. Se llevó a cabo el 25 de noviembre de 2017 en el Mercedes Benz Arena en Shanghái, China.

## Historia
El evento estelar enfrentó a los pesos wélter Kelvin Gastelum y Michael Bisping. 
Originalmente, se esperaba que tenga lugar un combate entre Anderson Silva y Kelvin Gastelum. El combate estaba programado previamente para reunirse en junio de 2017 en UFC 212. Sin embargo, Gastelum fue retirado de la pelea después de dar positivo por Carboxy-Tetrahydrocannabinol (Carboxy-THC) que es un metabolito de marihuana o hachís por encima de 180 ng/mL. según el estándar de la Agencia Mundial Antidopaje (AMA). A su vez, a pesar de tener dos meses para asegurar un oponente, Silva y los oficiales de ascenso confirmaron el 11 de mayo que no competiría en ese evento.
El 10 de noviembre, se anunció que Silva había suspendido una prueba de drogas fuera de competencia derivada de una muestra recolectada el 26 de octubre y como resultado había sido retirado de la tarjeta. Un día después, el excampeón de peso medio y ganador del peso semipesado de The Ultimate Fighter 3, Michael Bisping, fue asegurado como el oponente de reemplazo para Gastelum. Bisping había peleado 21 días antes de este evento en el UFC 217, donde perdió el campeonato contra el ex bicampeón del peso wélter de UFC, Georges St-Pierre. Bisping estaba cumpliendo una suspensión médica emitida por NYSAC, pero como China no está bajo el control de la Asociación de Comisiones de Boxeo, se le permitió pelear.
El evento coestelar enferntó a Li Jingliang y Zak Ottow en un combate de peso wélter.

## Premios extra
Cada peleador recibió un bono de $50,000.
- Pelea de la Noche: No acordado
- Actuación de la Noche: Kelvin Gastelum, Li Jingliang, Zabit Magomedsharipov y Song Kenan